# Asmate kurilata
Asmate kurilata là một loài bướm đêm trong họ Geometridae.